# Areás (Junquera de Ambía)
Areás es una aldea española situada en la parroquia de Armariz, del municipio de Junquera de Ambía, en la provincia de Orense, Galicia.

## Demografía
| Gráfica de evolución demográfica de Areás entre 2000 y 2022 |
|                                                             |
| Datos según el nomenclátor publicado por el INE.            |